# Yozgat (tartomány)
Yozgat tartomány Törökország központi részén, Közép-Anatóliában helyezkedik el. Szomszédos tartományok: északnyugatról Çorum, nyugatról Kırıkkale, délnyugatról Kırşehir, délről Nevşehir, délkeletről Kayseri, keletről Sivas, északkeletről Tokat és északról Amasya.

## Közigazgatás
14 körzetre (ilcse) oszlik: Akdağmadeni, Aydıncık, Boğazlıyan, Çandır, Çayıralan, Çekerek, Kadışehri, Saraykent, Sarıkaya, Şefaatli, Sorgun, Yenifakılı, Yerköy, Yozgat.

## Történelem
Már a hettiták idején is átvonulási terület volt, s a Hettita Birodalom fővárosa, Hattuszasz 30 km-re fekszik a mostani tartományi székhelytől, Yozgattól, itt találták a Yozgat-táblát a „Napisten eltűnése” című mítosztöredékkel. A XVII. század a türkménekhez hasonló çapanoğlu nomád törzs telepedett le. 1737-ben már kasaba (mezőváros), 1762-ben pedig már a szandzsák központja lett. 1923 óta önálló tartomány.

## Látnivalók
- óratorony (Yozgat): a város közepén elhelyezkedő négyszögletű, hétszintes tornyot 1897-ben építették.

## Külső hivatkozások
- Yozgat tartomány honlapja

Koordináták: é. sz. 39° 40′ 10″, k. h. 35° 16′ 09″39.669444°N 35.269167°E